# Hluchavkotvaré
Hluchavkotvaré (Lamiales) je řád vyšších dvouděložných rostlin. Pojetí řádu prošlo dosti bouřlivým vývojem, v současné taxonomii zahrnuje celkem 24 čeledí.

## Popis
Zástupci řádu hluchavkotvaré jsou převážně byliny, méně dřeviny, často se vstřícnými listy. Květy jsou nejčastěji oboupohlavné a pětičetné. Charakteristickým znakem je dvoupyská, dvoustranně souměrná koruna s korunní trubkou. Je vyvinuta téměř u všech čeledí řádu mimo těch bazálních (olivovníkovité, Tetrachondraceae, Plocospermataceae). Tyčinek je 5 nebo je často jejich počet redukován na 4 až 2, a jsou přirostlé ke korunní trubce. Semeník je svrchní, srostlý nejčastěji ze 2 plodolistů.

## Taxonomie
Dnešní taxonomie chápe řád hluchavkotvaré široce a řadí do něj i čeledi a rody dříve řazené např. v Cronquistově a Tachtadžjanově systému do řádů krtičníkotvaré (Scrophulariales), hvězdošotvaré (Callitrichales), olivovníkotvaré (Oleales) a jitrocelotvaré (Plantaginales).
Řád hluchavkotvaré je sesterskou skupinou řádu lilkotvaré (Solanales). Náleží do skupiny vyšších dvouděložných rostlin nazývané Asterids I.
S nástupem molekulárních metod bylo zjištěno, že mnohé čeledi jsou v klasickém pojetí parafyletické a došlo k velkým přesunům rodů mezi čeleděmi. Největší změny se týkají čeledí krtičníkovité (Scrophulariaceae), zárazovité (Orobanchaceae), sporýšovité (Verbenaceae), hluchavkovité (Lamiaceae) a jitrocelovité (Plantaginaceae). Také bylo ustaveno několik nových čeledí, jako puštičkovité (Linderniaceae), pavlovniovité (Paulowniaceae), pantoflíčkovité (Calceolariaceae) a Schlegeliaceae.
Čeleď jitrocelovité se stala velkou čeledí, neboť do ní bylo přesunuto přes 90 rodů z čeledi krtičníkovité. Dalších 48 povětšině poloparazitických rodů bylo z krtičníkovitých přesunuto do čeledi zárazovité a 8 rodů do čeledi Phrymaceae. Do zárazovitých byly také přesunuty rody Asepalum, Cyclocheilon a Nesogenes z čeledi sporýšovité (Verbenaceae). Celkem 13 rodů bylo přeřazeno do nové čeledi puštičkovité (Linderniaceae) a 2 rody (Calceolaria a Jovellana) do čeledi pantoflíčkovité (Calceolariaceae). Několik rodů bylo také přesunuto do čeledi Stilbaceae.
Do samostatné čeledi pavlovniovité byl z krtičníkovitých přesunut rod pavlovnie (Paulownia) a do čeledi Schlegeliaceae rod Schlegelia z čeledi trubačovité (Bignoniaceae) a rod Gibsoniothamnus z čeledi sporýšovité (Verbenaceae).
Čeleď komulovité (Buddlejaceae) byla zcela zrušena. Rody komule (Buddleja) a Androya byly přesunuty do čeledi krtičníkovité (Scrophulariaceae), rod Nuxia do Stilbaceae a rod Peltanthera do čeledi podpětovité (Gesneriaceae). Zbývající rody Emorya, Gomphostigma, Nicodemia byly sloučeny s rodem komule (Buddleja). Další zrušenou čeledí jsou kolíkovníkovité (Avicenniaceae), neboť rod kolíkovník (Avicennia) byl vřazen do čeledi paznehtníkovité (Acanthaceae).
V systému APG IV, vydaném v roce 2016, byly dále vyčleněny 3 rody z čeledi Phrymaceae a zařazeny do nové čeledi mazusovité (Mazaceae).

## Přehled čeledí
- bublinatkovité (Lentibulariaceae)
- byblidovité (Byblidaceae)
- hluchavkovité (Lamiaceae)
- jitrocelovité (Plantaginaceae)
- krtičníkovité (Scrophulariaceae)
- martyniovité (Martyniaceae)
- mazusovité (Mazaceae)
- olivovníkovité (Oleaceae)
- pantoflíčkovité (Calceolariaceae)
- paulovniovité (Paulowniaceae)
- paznehtníkovité (Acanthaceae)
- podpětovité (Gesneriaceae)
- puštičkovité (Linderniaceae)
- sezamovité (Pedaliaceae)
- sporýšovité (Verbenaceae)
- trubačovité (Bignoniaceae)
- zárazovité (Orobanchaceae)
- Carlemanniaceae
- Phrymaceae
- Plocospermataceae
- Schlegeliaceae
- Stilbaceae
- Tetrachondraceae
- Thomandersiaceae[3]